# Jon Cor
Jon Cor (Timmins, 17 novembre 1984) è un attore canadese conosciuto per aver interpretato Hodge Starkweathe nella serie televisiva Shadowhunters e per la voce di Brick nella serie animata A tutto reality - La vendetta dell'isola.

## Biografia
Cor ha studiato arti teatrali al Fashawe College. Ha esordito come attore nel 2005 nella serie televisiva La mia vita con Derek; ha poi recitato in diversi film per ragazzi come American Pie presenta: nudi alla meta e The Rocker - il batterista nudo.
È apparso nella settima stagione di The Flash come Mark Blaine/Chillblaine.
Nel 2004, Cor ha scritto il romanzo In Heat.

## Filmografia

### Attore

#### Cinema
- American Pie presenta: Nudi alla meta, regia di  Joe Nussbaum (2006)
- Growing Op, regia di Michael Melski (2008)
- The Rocker - Il batterista nudo, regia di Peter Cattaneo (2008)
- Body Killer (Stripped Naked), regia di Lee Gordon Demarbre (2009)
- Saw 3D - Il capitolo finale, regia di Kevin Greutert (2010)

#### Televisione
- La mia vita con Derek – serie TV, 2 episodi (2005-2007)
- I misteri di Murdouch – serie TV, 1 episodio (2008)
- Degrassi: The Next Generation – serie TV, 2 episodi (2008)
- Being Erica – serie TV, 5 episodi (2009-2011)
- Suits – serie TV,  1 episodio  (2011)
- Being Human – serieTV, 4 episodi (2012)
- Lost Girl – serie TV, 1 episodi (2012)
- Defiance – serie TV, 1 episodio (2013)
- Dark Matter – serie TV, 2 episodi (2015)
- Shadowhunters – serie TV, 10 episodi (2017-2017)
- Supernatural – 1 episodio (2017)
- Lost in Space – serie TV, 3 episodi (2018-2019)
- The Flash – serie TV, 26 episodi (2021-2023)

### Doppiatore
- Skatoony – serie animata, 1 episodio (2008)
- A tutto reality la vendetta dell'isola  – serie animata, 8 episodi (2012)

## Doppiatori italiani
Nelle versioni in italiano dei suoi film, Jon Cor è stato doppiato da:
- Leonardo Graziano in American Pie presenta: nudi alla meta
- Paolo Vivio in Body Killer
- Gabriele Lopez in Saw 3D - Il capitolo finale
- Andrea Mete in Being Human
- Massimo Triggiani in Quel natale che ci ha fatto incontrare
- Emanuele Ruzza in The Flash